# Badasinseln
Die Badasinseln (indonesisch Kepulauan Badas, ehemals Saint Esprit Islands) sind eine indonesische Inselgruppe im Südchinesischen Meer.

## Geographie
Die Badasinseln gehören zum Regierungsbezirk (indonesisch Kabupaten) Bintan (Provinz Riau-Inseln).
Sie liegen westlich der Insel Kalimantan (Borneo). und östlich der Insel Bintan. Zusammen mit den Anambas-, Natuna- und Tambelaninseln der Tudjuh-Archipel. Zu diesem Archipel gehören auch die Subi-, Sejang- und Seresaninseln.
Größte der Badasinseln ist Kepahiang. Auf ihr befindet sich auch eine Siedlung. Von Kepahiang aus verläuft in Richtung Südost eine Inselkette mit den Inseln Segung (Segun), Penau, Batu, Tebon, Kuning, Tanjaru und Mengegah. Südwestlich von Kepahiang liegt die Insel Pinangseribu mit den umliegenden Eilanden Kangen, Pinangseratus und Tokong Buton. Abseits liegt weiter südlich die Insel Anakawur und 19 Kilometer weiter Richtung Ostsüdost liegt Pejamu. Pejamu ist dicht bewaldet.
Der höchste Punkt der Inselgruppe liegt auf Kepahiang mit 252 m.